# 法比安·冯·施拉布伦多夫
法比安·路德维希·格奥尔格·阿道夫·库尔特·冯·施拉布伦多夫（Fabian Ludwig Georg Adolf Kurt von Schlabrendorff，1907年7月1日—1980年9月3日）是一位德国法学家、军人，曾参与反纳粹的德国抵抗运动，並企圖刺殺阿道夫·希特勒。他被納粹德國逮捕捕後一度被關押，後來被美軍解救。1967-1975年间，他在德国联邦宪法法院担任法官。